# Pintures rupestres de Gobustan
Les Pintures rupestres de Gobustan es troben en aquesta serralada, i són Patrimoni de la Humanitat de la UNESCO. Les van pintar en el Mesolític, o edat del bronze. Hi ha unes 6.000 pintures rupestres, entre les quals algunes en tenen més de 25.000 anys. Sembla que la seua grandària va anar disminuint. Les pintures rupestres es troben al territori de les muntanyes Boyukdash, Kichikdash i Kenizadagh de Gobustan (Azerbaidjan).

## Descripció
La reserva estatal de Gobustan té molts monuments arqueològics, i les pintures rupestres en constitueixen la majoria: representen persones, animals, escenes de cacera, danses rituals, toreig, barques amb remers, guerrers amb llances a la mà, caravanes de camells, imatges del sol i les estreles, que daten de mitjana de 5.000 a 20.000 anys. En les pintures rupestres també es mostra la vida agrícola i ramadera de l'àrea en temps remots. A les muntanyes de Boyukdash hi ha pintures amb escenes de danses similars a ball nacional "yalli", datades dels mil·lennis III a II abans de la nostra era.
Les pintures rupestres d'animals representen cabres salvatges, lleons, cérvols, cavalls, etc. També hi ha pintures d'ocells, peixos i serps. A més a més dels animals salvatges, pintaren també animals domesticats, com ara gossos ensinistrats.
Les dones en les pintures rupestres es mostren com a representants del matriarcat, i també com a guerreres, amb arcs. Aquestes pintures es troben a la cova "Set Belleses". També hi ha escenes de combats i guerrers amb pals i navalles.

## Recerques
Alguns científics russos van escriure sobre les pintures rupestres de Gobustan en els anys 1840. El 1939 l'arqueòleg Isaak Djafarzadeh començà a estudiar les pintures, i en documentà 3.500.

## Galeria d'imatges

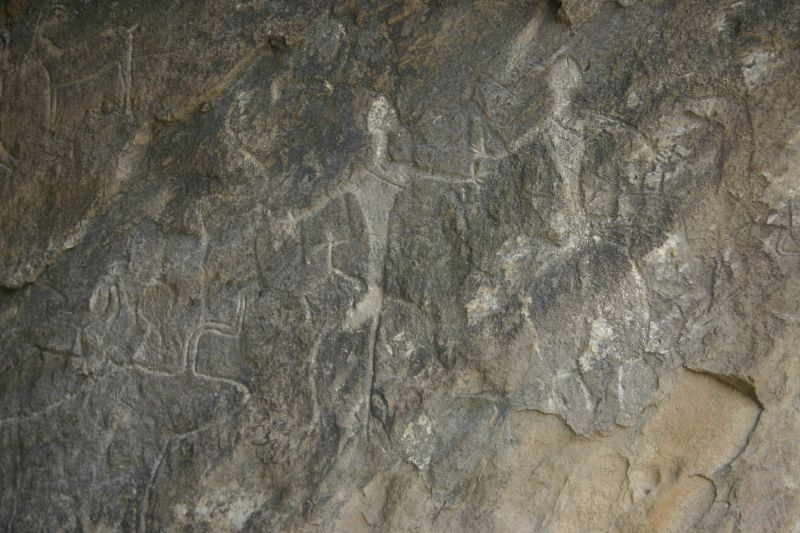
Pintura rupestre de Gobustan
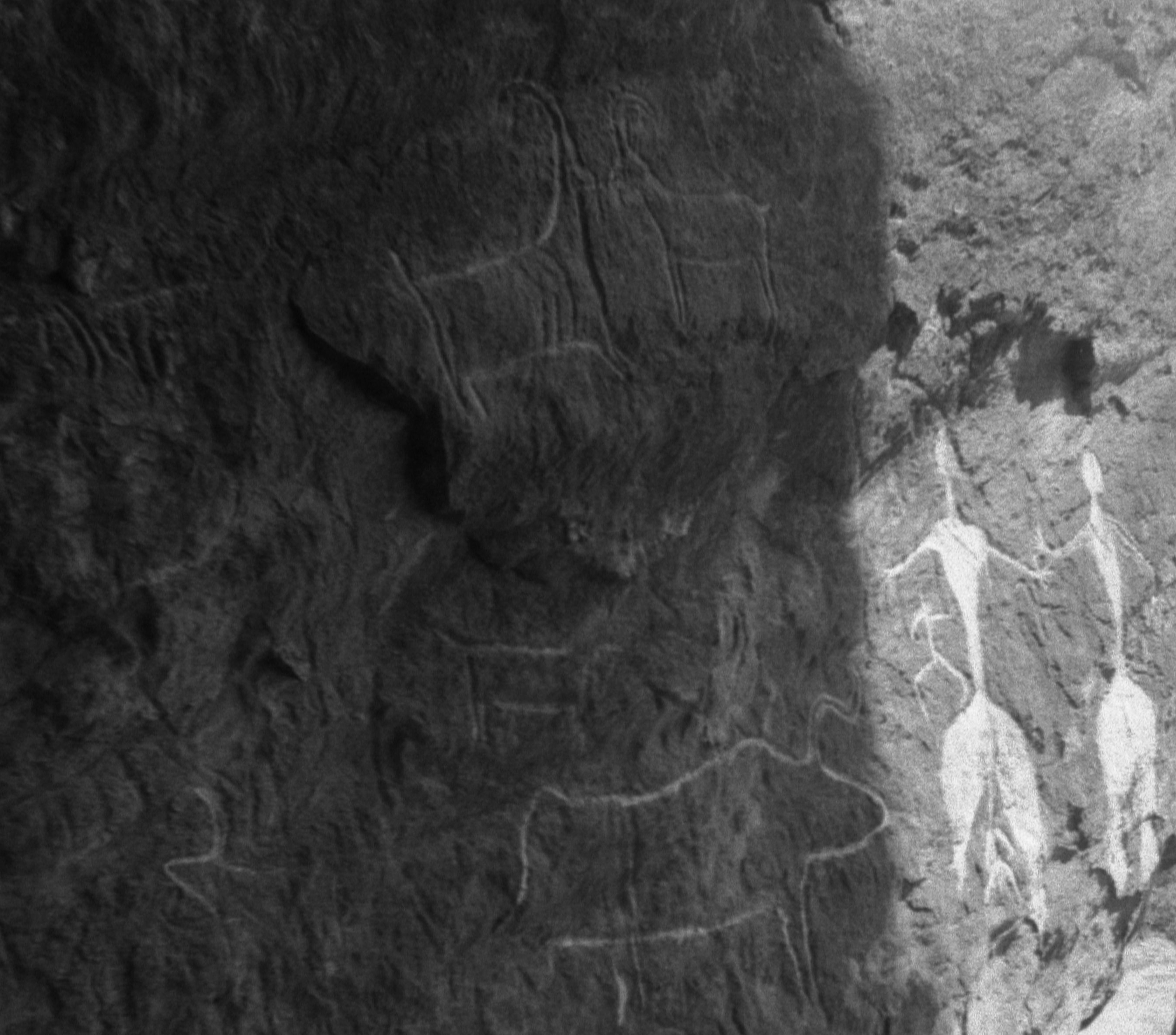
Pintura rupestre de Gobustan